# Бой при Завадах (1770)
Бой при Завадах (пол. Zawady) или битва под Блоне — сражение в период Барской конфедерации; произошло 1 (12) февраля 1770 года. Отряды Барской конфедерации, направлявшиеся из Великопольши на Варшаву, потерпели поражение в столкновении с русской армией. Это сражение завершает период наступательных операций конфедератов.
В январе 1770 года отряды конфедератов Игнация Мальчевского и Микорского общей численностью 4500 человек, имея 8 орудий, предприняли рейд со стороны Познани в направлении Варшавы.
Бригадир князь П. М. Голицын, получив сведения о сосредоточении конфедератов у Ловича, двинулся им навстречу. Его главная колонна (около 600 человек) шла от Блоне на Сохачев, а боковой авангард ротмистра Рылеева (около 140 человек) — долиной реки Утрата на деревню Завады.
1 февраля боковой авангард был окружен конницей конфедератов в деревне Кутбицы и, засев в домах и отразив несколько атак поляков, стал дожидаться подхода главных сил.
Голицын, узнав от прибывших казаков об окружении своей роты в Кутбицах, повернул колонну и поспешил на выручку Рылеева. Колонна, подошедшая с юга к Кутбицам, была развернута в одну линию. Голицын атаковал авангард противника широким фронтом и, сбив его в угол между болотом у левого берега Утраты и самой рекой, уничтожил.
Узнав, что главные силы поляков были у деревни Завады, Голицын, не давая времени противнику опомниться, приказал наступать дальше.
Мальчевский и Микорский развернули свою пехоту и артиллерию на южном берегу Утраты, прикрыв мост, ведший в Завадам, а всю массу конницы расположили западнее, к перелеску, у кругообразного рва с насыпью.
Голицын своей пехотой с артиллерией атаковал конфедератов с фронта, а егеря и карабинеры, обеспечивая левый фланг атаки, двинулись на их кавалерию. Русская пехота без особых затруднений сбила польскую в штыковой атаке, овладела орудиями и тотчас захватила мост; таким образом вся польская конница, не успевшая вовремя выбраться из западного перелеска, или была рассеяна преследовавшими её карабинерами, или погибла в Утрате.
По русским отчетам поляки потеряли убитыми 400, пленными — более 600 человек. Победителям достались и их 8 орудий. Бригадир князь П. М. Голицын, командир Санкт-Петербургского карабинерного полка, одним из первых был награжден новым российским орденом Святого Георгия.